# Wenzenbach
Wenzenbach – miejscowość i gmina w Niemczech, w kraju związkowym Bawaria, w rejencji Górny Palatynat, w regionie Ratyzbona, w powiecie Ratyzbona. Leży około 12 km na północny wschód od Ratyzbony, przy drodze B16.

## Demografia
| Rok  | Liczba mieszk. |
| ---- | -------------- |
| 1939 | 2075           |
| 1950 | 2680           |
| 1985 | 5435           |
| 1990 | 6055           |
| 1995 | 6858           |
| 2000 | 7632           |
| 2001 | 7784           |
| 2002 | 7900           |
| 2003 | 8000           |
| 2005 | 8116           |

## Oświata
(na 1999)

W gminie znajduje się 225 miejsc przedszkolnych (278 dzieci) oraz szkoła podstawowa (34 nauczycieli, 673 uczniów).